# Catalaunumi csata
A catalaunumi csata (másképp: catelaunorumi csata) a hunok és a Nyugatrómai Birodalom között zajlott a mai Franciaország területén, a mauriacumi (a mai champagne-i) síkságon, Tricassis (Trecas, ma Troyes) környékén, 451-ben. A népvándorlás korának legjelentősebb csatájaként tartják számon. Az általában Châlons-sur-Marne (ma: Châlons-en-Champagne) városához kapcsolt catalaunumi csata tulajdonképpen hibás elnevezés; későbbi, a helyszínt nem ismerő krónikások (Cassiodorus, Sevillai Izidor, Iordanes) nyomán terjedt el, viszont az egykorú galliai és itáliai források (Chronica Gallica, Fredegar-krónika stb.) a Troyes-tól 7,5 km-re nyugatra fekvő Mauriacum nevű helység körüli síkságra helyezik a csatát. A két helyszín között mintegy 80 kilométer a távolság.
A catalaunumi csatának nem volt igazi győztese, viszont mindkét fél óriási veszteségeket szenvedett. Az Attila által vezetett hun inváziót az Aetius által irányított római csapatok és szövetségeseik megállították, de a győzelmet nem sikerült kivívniuk. 452-ben Attila megszállta Itáliát, és csak I. Leó pápa közbenjárására vonult el Róma városa alól.

## Történeti források
A csatával számos történeti forrás foglalkozik. A római-gót történész Jordanes leírása, ami az esemény után közel 80 évvel keletkezett, részletes összképet szándékozott a csatáról alkotni, bár a seregek létszámadataiban nyilvánvalóan túlzott. Agathiasz és Prokopios történetírók is érintik munkáikban a csatát.

## A csata előzményei
450-ben II. Theodosius bizánci császár baleset áldozata lett. Utódja, Marcianus császár a Keletrómai Birodalom jelentős erőforrásaira támaszkodva megváltoztatta a hunok iránti politikáját, megszüntette a 443-tól fizetett 20 700 font arany évi adó folyósítását. Ez komoly belső fizetési nehézségeket okozott a hun birodalomban. A helyzet kezelésére Attila saját aranyból bizánci mintára solidusokat veretett, hogy a germán szövetségeseknek folyósítani tudja szokott járandóságukat. A hun király és a nyugat-római birodalom kapcsolatait Honoria társcsászárnő esete bonyolította, aki levélben feleségül ajánlkozott és gyűrűt küldött Attilának, mert öccse, III. Valentinianus római császár gyakorlatilag fogságba vetette. Attila komolyan vette az ajánlatot, és hozományul Gallia tartományt kérte, amit már korábban szeretett volna megkaparintani. Valentinianus ezt megtagadta, árulónak tartott nővérét pedig eltüntette. Egyúttal a Nyugatrómai Birodalom is megszüntette az adófizetést a hunoknak.
Attila ebben a helyzetben Gallia megtámadása mellett döntött, ami jelentős zsákmánnyal kecsegtethette germán szövetségeseit is. Élénk diplomáciai tevékenységgel igyekezett a korabeli Gallia frank erőit megosztani. Ebben némi segítséget kapott a Loire-menti parasztfelkelők, bagaudák egykori vezetőjétől, Eudoxiustól, aki 448-ban Attila udvarába menekült.
A hun nagykirálynak a nyugatrómaiak és germán szövetségeseik megnyerésére, megosztására irányuló politikai, diplomáciai erőfeszítései nem sok sikert hoztak, vezetőik többnyire átláttak a szándékain. Az ingadozók Attila seregének megindulása után álltak át a rómaiak táborába.
451 elején Attila elindította addig Európában talán soha nem látott tömegű haderejét Galliába. A 30-50 ezres sereg főleg a germán szövetségekből állt, részt vettek benne a gepidák, osztrogótok, rugiak, szkírek, szvébek, alemannok, herulok, türingek, valamint a burgundok és frankok egy része – ezeknek a népcsoportoknak a másik része a rómaiak oldalára állt.
A germánok Galliába vonuló tömegét csak kisebb hun lovasság kísérte, és ők sem tudták kibontakoztatni gyorsaságukat, sajátos taktikájukat a lomha germán tömegek mellett. A hun főerők, a félelmetes lovasság zöme ebben az időben a Kaukázusban harcolt a perzsa uralom ellen felkelt örményeket megsegítendő, azonban a szűk hegyszorosokon nem tudott áttörni és így nem akadályozhatta meg az örmények katasztrofális vereségét.
A Rajna bal partján élő ripuári frankok Aetius, a római sereg vezetője mellé álltak, aki éppen Itáliából Galliába tartott, s minden rendelkezésre álló római katonai egységet és ugyanígy a szövetséges csapatokat is magához rendelte. Hozzá csatlakoztak a burgundok, az Orléans környéki alánok és a vizigótok, akik az utolsók voltak, de Aetius számára különös jelentőséggel bírtak seregének erősítésében. Elsősorban a vizigótok királya, I. Theuderich akarta a hunokat saját országában, Aquitaniában várni, talán azért is, mert néhány évvel korábban közte és Aetius között harcok voltak. Aetius arra kérte a valamikori galliai pretoriánus prefektust, Avitust, aki germán létére a rómaik között velük azonos tiszteletnek örvendett, hogy emlékeztesse I. Theuderichet szövetségesi kötelezettségére. Avitus fáradozásának köszönhetően a vizigót királyt sikerült meggyőzni a közös fellépés szükségességéről.
Amíg ezek a tárgyalások folytak, addig Attila serege Argentoratumot (Strasbourg) és Divodurumot (Metz) teljesen megsemmisítette, majd Aurelianum (Orléans) irányában Lutetia (Párizs) felé vonult. Miután megérkezett a mai Orléans falai alá, megkezdte a 400 x 500 m-es négyszögerőd (quadriburgium) ostromát. Attilának az volt a célja, hogy megszerzi a városból kivezető Loire-hidat és ezzel szabad utat nyit a vizigótok országába. A jól védett, késő római erőd ideig-óráig ellenállt, végül a hatalmas túlerő csaknem elfoglalta az erődvárost, viszont a hídfőnél kiépített kiserőd még tartotta a hidat. Aetius, immár a vizigótokkal megerősödve, délnyugatról éppen Orléans felé menetelt, majd át is kelt a Loire, akkori nevén Liger hídján, és összecsapott a hunokkal. Attila itt találta magát szembe a rómaiak vezette tarka koalíció (többek között alánok, burgundok, frankok, szarmaták) hatalmas seregével, majd lassan hátrálni kezdett, csatára alkalmas helyet keresve. Óvatosságát az is indokolta, hogy jövendőmondói a kínai jóslócsont mintájára, parázsba dobott állati lapockacsontokból vereséget jósoltak neki.

## A csata helye és időpontja
A fennmaradt korabeli források, köztük az összes galliai dokumentum szerint a mai Troyes (antik Trecas-Tricassis-Tricassina) várostól nyugatra körülbelül 7,5 kilométerre elhelyezkedő Maurica vagy Mauriacum nevű helység körüli mezőségen zajlott le a csata. A főszereplők egyikének, a burgundoknak a törvénykönyve a csatát pugna Mauriacensum néven nevezi. Ez a terület mai Champagne régió (Campania) déli peremén, a Szajna bal partján található. A hun jobbszárny Tricassis/Troyes-tól északnyugatra 18 km-re, szintén a Szajna bal partján lévő korabeli Brolium városka környékén helyezkedhetett el. Itt ugyanis feljegyeztek egy incidenst, amelyben Attila egyik vazallus germán királyának katonái meggyilkolták a Szent Lupus tricassisi püspök utasítására a király elé járuló Maximianus presbitert és kísérőit. Brolium ennek a mártírnak a neve alapján kapta a középkorban mai elnevezését: Saint-Mesmin.
Hosszú ideig a mai Châlons-en-Champagne melletti síkságot jelölték a csata helyeként. A csata erről, a valódi helyszíntől mintegy 80 kilométerre északra elterülő síkságról kapta, tévesen a „catalaunumi csata” nevet.
Az időpontra vonatkozóan irányadó lehet Szent Ányos legendájának ebben az összefüggésben megbízhatónak látszó adata, miszerint a nyugatrómai sereg június 14-én mentette fel Aurelianit. Az innen mintegy 180-200 kilométerre lévő csatamezőig a visszavonulás és az egyéb előkészületek legalább két hetet vehettek igénybe, azaz a csatára valószínűleg június utolsó napjaiban kerülhetett sor.

## A két hadsereg

A hun és a római haderő mozgása

A két fél seregeinek nagyságát egyenként mintegy 30–50 ezer főre lehet becsülni, ami a korban szinte páratlanul nagy volt. A későbbi krónikák a középkori szokások szerint a valós számot is jóval, mintegy tízszeresen eltúlozták,

### Hunok és szövetségeseik
Attila seregének nagy részét a szövetségesek alkották. Ezek nagyság szerinti sorrendben: az osztrogótok Valamir vezetésével, a gepidák Ardarik vezetésével, a Rajna jobb partján élő frankok és a Majna melletti burgundok voltak. Kisebb csapatokkal – néhány száz, legfeljebb ezer harcossal – képviseltették magukat még a herulok, a szkírek, a longobárdok és mások. A vazallusok mintegy felét az osztrogótok tették ki.
A hunok szokásosan lovasok voltak, és lándzsával, buzogánnyal, kötélhálóval és legfontosabb fegyverükkel, a speciálisan készített lovasíjjal voltak felszerelve. Fémből vagy bőrből készült lamellás vagy pikkely páncélt viseltek sodronyingel. Acél vagy bőr sisak védte a fejüket.  Az osztrogótokon kívül, akik a lovasok harmadát alkották, mindannyian gyalogos katonák voltak. Az osztrogót lovasságot tekinthetjük nehéz lovasságnak, mivel lándzsával és széles karddal, s legalább bőrmellénnyel, de páncélinggel és pajzzsal is el voltak látva. A gyalogos harcosok a frankok kivételével vélhetően páncél nélkül, de lándzsával, széles vagy hosszú karddal, könnyű pajzzsal vonultak a harcba. Lőfegyvereket a germánok alig használtak, és csak az osztrogótoknál voltak íjászok. A frankok használtak egy egyszer alkalmazható hajítófegyvert, egy ívelt dobófejszét, amit röviddel az ellenféllel történő összecsapás előtt hajítottak el. Ettől eltekintve a frank harcosok széles karddal és fapajzzsal voltak felfegyverezve.

### Rómaiak és szövetségeseik
Aetius serege kb. fele-fele arányban az ő római, frank és burgund harcosaiból állt egyfelől, s a vizigótokból másfelől. Ehhez jött néhány ezer alán. A rómaiak, a frankok és a burgundok képezték a gyalogságot.
A római katonákat itt már nem úgy kell elképzelni, mint a korai császárság legionáriusait. Ők ovális pajzzsal, csatos sisakkal, hosszú karddal és keleti formában kiképzett íjjal voltak felfegyverezve. Egyesek páncélinget is hordtak. A légiók már csak 1500-2000 főt számláltak (szemben a fénykori 6000-rel), és a helyben letelepedett lakosságból toborozták őket. Ez ugyan csökkentette a mozgékonyságot, de a csapatok morálját, mivel saját közösségeiket és családjaikat védték, annál inkább növelte. Ebben az időben a római csapattestekre a védekező harci magatartás volt a jellemző. A ripuári frankok éppolyan jól voltak felszerelve, mint a már említett, a Rajna jobb partján élő frankok. A burgundok mindkét oldalon hosszú kardokkal harcoltak. A vizigót harcosok közül a 378. évi hadrianapolisi csata óta az alán lovasság példája nyomán egyre több vált lovassá. A vizigótok legalább kétharmada lovas volt. Közöttük megtalálható volt a páncélinggel és lándzsával felfegyverzett nemesi lovasság ugyanúgy, mint a könnyen felfegyverzett lovasság tömege. Az utóbbiaknak semmilyen páncélzata nem volt, gerellyel, széles karddal és vélhetően kis fapajzzsal vagy többrétegű bőrpajzzsal harcoltak. A gyalogos katonák közt valószínűleg a lándzsa, a széles kard és a pajzs volt a legelterjedtebb fegyver, egyeseknek egyszerű íja is volt, de nem rendelkeztek semmilyen páncélzattal. Az alánok fegyverzetükben és harcmodorukban erősen hasonlítottak a hunokra.

## A csata lefolyása
A csata lefolyása a meglehetősen bizonytalan, későbbi források szerint a következőképpen alakult:
Késő délelőtt Aetius csatarendbe állította a seregét a két tábor közötti síkságon. Északon a folyónak támaszkodva a rómaiak álltak az első, a  frank és a burgund szövetségesek a második sorban, és képezték a balszárnyat és a centrum bal oldalát. Szomszédságukban dél felé az alánok álltak fel Sangiban nevű vezérük vezetésével a rómaiak és a vizigótok között. Sangibant megbízhatatlannak tartották, ezért állították őket a rómaiak és a vizigótok közé. A vizigótok arcvonala, királyuk, I. Theuderich vezetésével, az első erdőségig húzódott, és ők alkották a centrum jobb oldalát és a jobbszárnyat. Aetius északkeleten a domb mögött egy kisebb vizigót csapatot helyezett el, Thorismundnak, I. Theuderich fiának a vezetésével, és ennek kellett onnan a hunok jobbszárnyát megtámadnia. Attila csak később, dél körül vezette ki a seregét a táborból, hogy a felkínált csatát elfogadja. Csatarendje a következőképpen nézett ki: a domb déli lábánál álltak a gepida, a burgund és a frank csapatok, és ezek képezték a jobbszárnyat. Szomszédságukban délre állt a hun lovasság, ami hosszan elnyúló centrumot alkotott, s arcvonaluk állt szemben a rómaiak jobb oldalával, az alánok arcvonalával és a vizigótok bal oldalával. Innentől délre az erdőkig alkották az osztrogótok a balszárnyat szemben a vizigótok jobb oldalával.
Kora délután kezdődött a csata a centrumban a hunok és a balszárnyon az osztrogótok támadásával. Az alánok nem tudták vagy nem akarták a támadást feltartóztatni, mert az első összecsapás után elmenekültek. Tőlük balra és jobbra a rómaiak és a vizigótok egyaránt felfogták a támadást. Ekkor indított támadást a dombtetőről Thorismund lóról szállt csapataival. Erre Ardarik, a gepidák királya csapatai egy részét Thorismund ellen irányította. A gótok a dombot ugyan megtartották, de nem tudtak továbbnyomulni. A centrumban az alánok elmenekülése miatt a vizigótok kritikus helyzetbe jutottak. Szemből a hunok és az osztrogótok, oldalról pedig a balszárnyat áttörő hun lovasok egyaránt támadták őket. Megzavarodtak, és egy pillanatra úgy tűnt, mintha a vizigót seregben pánik tört volna ki.
I. Theuderich ekkor középen összegyűjtötte harcosait, és újraszervezte az ellenállást mindkét oldalon. Ugyanekkor Attila erőteljes támadást indított a rómaiak ellen, feltételezhetően azért, hogy Aetius ne tudjon segítséget küldeni a vizigótoknak. Azzal, hogy a rómaiakat csak frontálisan támadta, taktikai hibát követett el, mert délről a nyitott szárnyba sikerrel törhetett volna be. A frontális támadást, hála a római íjászoknak, akik nagy veszteségeket okoztak a hunoknak, több alkalommal is sikerült elhárítani. A jobb szárnyon a helyzet mégis egyre válságosabb lett, és csak idő kérdése volt, hogy a vizigótok a szemből és oldalról jövő támadás hatására összeomlanak.
Végül I. Theuderich egy gerelytől megsebesülve (amelyet állítólag az amál nemzetségbeli Andages nevű osztrogót hajított el) lebukott a lováról, és a lovak halálra taposták. De éppen ez az esemény sarkallta a vizigótokat elkeseredett ellenállásra. Számukra már nem a csatáról volt szó, hanem a bosszúról királyuk haláláért. Az osztrogótok támadó ereje lanyhulni kezdett, és a másik oldalon Thorismund, apjának halálhírére, a dombról újabb bátor támadást vezetett. A zavaros utóvédharcokban Thorismund majdnem a gepidák kezébe került. Ebben a harcban megbosszulták magukat azok a súlyos veszteségek, amiket a gepidák az éjszakai csatározásban elszenvedtek. Végül az egész jobbszárny elesett, és Ardarik fáradozásai ellenére menekülni kezdett. Attila ekkor követte el második taktikai hibáját. Ahelyett, hogy a rómaiak elleni támadást leállította volna és megerősítette volna a jobb szárnyat Thorismund ellen, tovább támadott, állítólag annak reményében, hogy Aetiust megöli. Az Aetius elleni frontális támadás sikertelenül folytatódott nagy veszteségekkel. A hun csatarend másik végén az osztrogótok egyre szorongatottabb helyzetbe kerültek, mígnem menekülni kezdtek. Ezzel a helyzet alapvetően megváltozott. Már alkonyodott, amikor Aetius a centrumban előrenyomult. A kimerült hunok, akiket mindkét szárnyon támadtak, s most már a centrumban is védekezésre kényszerültek, nem tudtak sikeresen ellenállni. Attila még idejében, seregének végleges szétzilálása előtt visszavonulást rendelt el a szekérvárba. Aetius és Thorismund még az éjszaka körülzárta Attila seregét a táborukban.

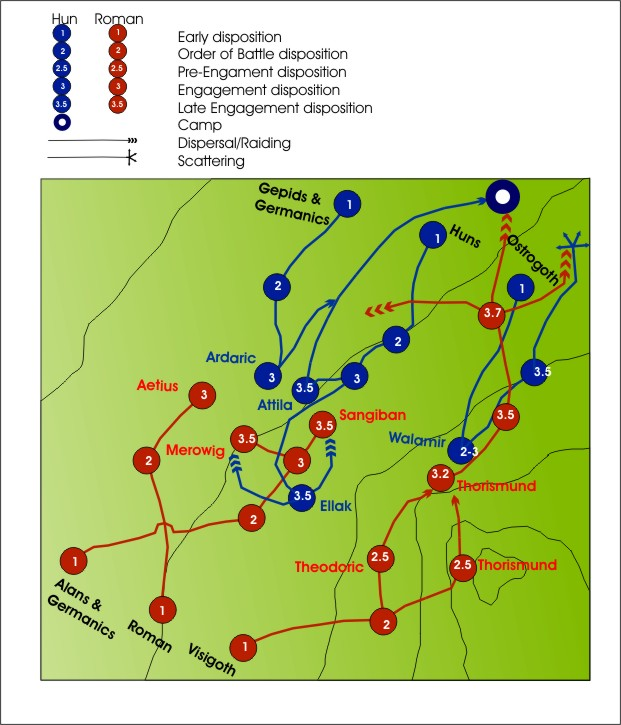
A csata lefolyása

## A csata után
Reggel Attila látta, hogy körbe van zárva, és teljesen elveszettnek hitte a helyzetét. A fából készült lónyergekből máglyát építtetett, amit a rómaiak első támadásánál akart meggyújtani. Erre azonban nem került sor, mert Aetius hadvezérből politikus lett hirtelen. Ugyanis jogosan attól tartott, hogy a vizigótok egy energikus király vezetésével a hunok mint közös ellenség leverése után nem elégszenek meg Aquitaniában a szövetségesi státusszal. Ezért meggyőzte Thorismundot, hogy olyan gyorsan, amilyen gyorsan csak lehet, térjen vissza Toulouse-ba, és érvényesítse igényét a koronára a testvéreivel szemben. Aetius maga a csata utáni második napon hagyta el a csatateret. Attila több napig először csapdára gondolt, mígnem a felderítői felfedezték, hogy nincs ellenséges hadsereg már a környéken. Erre ő is visszavonult, átkelve a Rajnán.
A Tarih-i Üngürüsz krónika szerint Attila győzelmet aratott a catalaunumi csatában, amit az is megerősít, hogy a következő évben a rómaiak a legkisebb ellenállást sem tanúsították Atillával szemben, mikor bevonult Itáliába.

## A csata következményei és jelentősége

A Római Birodalom 460 körül

A következmények Attila számára egyáltalán nem voltak olyan rosszak, mivel nem csak birodalmán belül maradt háborítatlan, hanem a következő évben egy sereggel már ismét meg tudta támadni a nyugatrómaiakat, ezúttal Itáliában. Aetius számára a csata saját pozíciójának további megerősödését jelentette Galliában, bár valójában enélkül is támadhatatlan volt. Hosszabb távon azonban Róma ezen utolsó nagy védelmi erőfeszítése végérvényesen kimerítette az erőforrásait. Innentől kezdve a Nyugatrómai Birodalom rohamosan hanyatlott, és már nem tűnt fel egy Flavius Aëtius formátumú hadvezér és államférfi a birodalom 25 évvel a csata utáni bukásáig (476).
A catalaunumi csatát sokáig a világtörténelem legfontosabb ütközetei egyikének tekintették. Ma már azonban Attilát és lehetőségeit objektívebben ítélik meg. Önmagában az, ha a csatát Attila megnyeri, nem okozta volna Róma végzetét, mivel Galliának vagy további területeknek az elfoglalása nem volt realitás – mindenekelőtt azért, mert nem álltak ehhez rendelkezésre a szükséges erőforrások, és azért, mert Attila valójában soha nem egy birodalom meghódításáért harcolt, hanem a zsákmányért és a dicsőségért. Sokáig sikerrel folytatta ezt a politikát, azonban 452-es itáliai hadjáratával semmit sem nyert, és seregét egy járvány is megtizedelte. Az évenkénti adófizetésre vonatkozó követelését, a Nyugatrómai és a Keletrómai Birodalmakhoz fűződő kapcsolatok rendezésére ajánlott szerződését éppúgy elutasították, mint ahogy egy magas római címre vonatkozó igényét, amivel a tekintélyét kívánta növelni.

## A csata feldolgozásai a modern kultúrában
A magyar szépirodalomban a csatáról Gárdonyi Géza A láthatatlan ember című regényében emlékezik meg.
Szerepet kap a csata – helyszínének megemlítése nélkül – az Atilla – Isten kardja című rockoperában és az abból készült filmben is.
Liszt Ferenc: Hunok csatája, szimfonikus költemény.
Jean-Pierre Montcassen: Attila, Isten ostora. (történelmi regény)